# 有償
| ウィキペディアには「有償」という見出しの百科事典記事はありません（タイトルに「有償」を含むページの一覧/「有償」で始まるページの一覧）。 代わりにウィクショナリーのページ「有償」が役に立つかもしれません。 |